# Leslie Stewart
Leslie Stewart (* 21. März 1961 in Laventille, Trinidad und Tobago) ist ein ehemaliger Boxer aus Trinidad und Tobago im Halbschwergewicht.

## Profikarriere
Leslie gewann seine ersten 18 Kämpfe, die meisten davon durch K. o. Seine erste Pleite musste er in seinem 19. Fight, welcher im Februar des Jahres 1986 stattfand, gegen Marvin Johnson hinnehmen, als es um den vakanten WBA-Weltmeistertitel ging.
Im Mai des darauffolgenden Jahres gewann Leslie das Rematch gegen Marvin Johnson durch Aufgabe in Runde 8 und nahm ihm damit den WBA-Weltmeistergürtel ab. Diesen verlor er allerdings bereits in seiner ersten Titelverteidigung durch T.K.o. in Runde 4 an Virgil Hill.
Leslie bestritt sein letztes Gefecht gegen Billy Lewis am 15. Januar im Jahre 2000 und verlor über 10 Runden einstimmig nach Punkten.